# (73803) 1995 QT5
(73803) 1995 QT5 – planetoida z pasa głównego asteroid okrążająca Słońce w ciągu 3,46 lat w średniej odległości 2,29 j.a. Odkryta 22 sierpnia 1995 roku.